# Fiona Shaw
Fiona Shaw CBE (tên khai sinh: Fiona Mary Wilson; sinh ngày 10 tháng 7 năm 1958) là một nữ diễn viên người Ireland.

## Giải thưởng và đề cử
| Năm  | Giải thưởng                                             | Đề cử cho                                              | Hạng mục  |
| ---- | ------------------------------------------------------- | ------------------------------------------------------ | --------- |
| 1986 | Olivier Award for Best Performance in a Supporting Role | As You Like It / Mephisto                              | Đề cử     |
| 1990 | Olivier Award for Best Actress                          | Electra / As You Like It / The Good Person of Szechwan | Đoạt giải |
| 1992 | Olivier Award for Best Actress                          | Hedda Gabler                                           | Đề cử     |
| 1993 | Evening Standard Award for Best Actress                 | Machinal                                               | Đoạt giải |
| 1994 | Olivier Award for Best Actress                          | Machinal                                               | Đoạt giải |
| 1997 | Drama Desk Award for Outstanding Solo Performance       | The Waste Land                                         | Đoạt giải |
| 2001 | Evening Standard Award for Best Actress                 | Medea                                                  | Đoạt giải |
| 2003 | Drama Desk Award for Outstanding Actress in a Play      | Medea                                                  | Đề cử     |
| 2003 | Tony Award for Best Actress in a Play                   | Medea                                                  | Đề cử     |
| 2008 | Drama Desk Award for Outstanding Actress in a Play      | Happy Days                                             | Đề cử     |
| 2008 | Olivier Award for Best Actress                          | Happy Days                                             | Đề cử     |
| 2017 | Fangoria Chainsaw Awards for Best TV Supporting Actress | Channel Zero                                           | Đề cử     |